# 情況
『情況』（じょうきょう）は、日本の季刊総合雑誌。情況出版株式会社が発行。

## 概要
創刊は1968年と古く、知識人と運動家との混成による多様な執筆陣を抱え、「近代」自体を問い直すメディアとして独自の地位を築いた。2022年、第5期休刊を皮切りに、20代を中心とした若手編集委員へ世代交代が行われ、第6期へと移行した。第5期や現在の第6期以降は、創刊当時の社会運動を一部振り返りつつも、キャンセルカルチャーやメンタルヘルス、宗教問題、ウクライナ侵攻、大麻、ポピュリズム、コロナ禍、トランスジェンダー、移民など、時代に合わせた社会問題を扱い、更には、漫画や文学、映画、音楽、Twitter、VTuberなど、流行・カルチャーとも連動させた誌面を構成している。
現在は、「オピニオンのステージをひらく 変革のための総合誌」とサブタイトルを付け、人文・社会科学系の総合誌として、政治思想などをテーマに独自の地位を築いている。

### 年表
- 1968年 -　8月1日、月刊『情況』創刊、1976年に休刊。
- 1990年 -『情況 第2期』刊行開始、2000年終刊。
- 2000年 -『情況 第3期』刊行開始、2011年終刊。この間、2007年に隔月刊となるが、2008年春より月刊に戻る。2010年頃より再び隔月刊となる。
- 2011年 -『情況 第4期』刊行開始、2018年終刊。この間15年5月号より再度月刊となる。2015年12月発売の2016年1月号より隔月刊に戻る。2017年春号より、季刊（1・4・7・10月各15日発行）となる。
- 2018年 -『情況 第5期』7月より刊行開始、2022年休刊。
- 2021年 - 創刊号から101号までが「復刻版『情況』」として不二出版より発売されることが発表された。
- 2023年 -『情況 第6期』2月より刊行開始。

## 主な寄稿者
創刊から現在に至るまでの主な寄稿者、インタビュー登場者などを列記する。
- 廣松渉
- 吉本隆明
- 清水多吉
- 秋山清
- 対馬忠行
- 戸村一作
- 宮岡政雄
- 田村正敏
- 内村剛介
- 新島淳良
- 藤本進治
- 三浦つとむ
- 岩田弘
- 秋田明大
- 大内秀明
- 大久保そりや
- 福田善之
- 塩川喜信
- 折原浩
- 清水正徳
- 菅谷規矩雄
- 竹本信弘
- 石牟礼道子
- 金達寿
- 武田泰淳
- 柄谷行人
- 海老坂武
- 小阪修平
- 最首悟
- 太田竜
- 重信房子
- 山本義隆
- 塩見孝也
- 長崎浩
- 絓秀実
- 菅孝行
- 表三郎
- 板垣雄三
- 鵜飼哲
- 高橋順一
- 内海信彦
- 丸川哲史
- 中村勝己
- 千坂恭二
- 立花隆
- 立花孝志
- 上野千鶴子
- 内田樹
- 佐藤優
- 二木啓孝
- 鳩山由紀夫
- 木村三浩
- 宮台真司
- 高樹沙耶
- 山本太郎
- 東浩紀
- 田母神俊雄
- 守屋武昌
- 孫崎享
- 荒谷卓
- 葛城奈海
- 松島泰勝
- 加藤朗
- 篠原常一郎
- 中田考
- 笠井潔
- 外山恒一
- 白井聡
- 三上治
- 前田和男
- 中川文人
- 山本夜羽音
- 保坂展人
- 松本哉
- 藤田直哉
- ゆたぼん
- 小林哲夫
- 島薗進
- 杉田俊介
- 仲正昌樹
- 長井秀和
- 友常勉
- 黒川敦彦
- 新藤加菜
- 河村義人
- 田上孝一
- 檜垣立哉
- 森由民
- 立川平林
- 山本直樹
- 内山昭一
- Moment Joon
- 曽我部恵一
- 森元斎
- 牛嶋徳太朗
- 近藤康太郎
- 足立正生
- 吉岡忍
- 王寺賢太
- 野村泰紀
- 斎藤英喜
- 福嶋亮大
- 廣瀬純
- 浴田由紀子
- 中山美里
- 川元祥一
- 笙野頼子
- 依田花蓮
- 千田有紀
- 安冨歩
- 三橋順子
- 小谷野敦
- 森田成也
- 岩波明
- 斎藤貴男
- 尾辻かな子
- 佐藤悟志
- 佐藤卓己
- 外山麻貴
- 蔵研也
- 橘玲
- 藤森かよこ
- 栗原裕一郎
- 井上智洋
- 松尾匡
- 牟田和恵
- 音喜多駿
- 藤井聡
- 三浦瑠麗
- 西田亮介

## バックナンバー

### 第1期
- ＜特集＞世界革命の思想 ゲリラと都市暴動（1968年8月創刊号）
- ＜特集＞初期マルクスの評価をめぐって ＜第2特集＞ヨーロッパ急進主義（1968年9月号）
- ＜特集＞農民叛乱 成田・砂川の闘い（1968年10月号）
- ＜特集＞大学叛乱 批判大学論（1968年11月号）
- （1968年12月-1969年1月号）
- ＜特集＞ドル・ポンド・フラン危機と現代帝国主義（1969年2月号）
- ＜特集＞大学闘争論（1969年3月号）
- ＜特集＞叛乱は拡大する（1969年3月臨時増刊号）
- （1969年4月号）
- （1969年5月号）
- ＜特集＞都市暴動 大学占拠と反戦（1969年6月号）
- ＜特集＞大学を告発する（1969年7月号）
- ＜特集＞世界諸帝国主義の現段階（1969年8月号）
- ＜特集＞ファシズム論（1969年9月・10月号）
- ＜特集＞60年安保と70年決戦（1969年11月号）
- ＜特集＞10・11月決戦から70年へ（1969年12月号）
- ＜特集＞70年代闘争への展望（1970年1月号）
- （1970年2月・3月号）
- （1970年4月号）
- （1970年5月号）
- ＜特集＞ノンセクト・ラディカルの軌跡（1970年6月号）
- （1970年7月号）
- （1970年8月号）
- ＜特集＞70年代と先進国叛乱の思想（1970年9月号）
- （1970年10月号）
- ＜特集＞市民社会と階級形成（1970年11月号）
- ＜特集＞〈革命〉の神話 ファシズム（1970年12月号）
- （1971年1月号）
- （1971年2月号）
- （1971年3月号）
- （1971年4月号）
- （1971年5月号）
- （1971年6月号）
- ＜特集＞＜問い＞と＜暴力＞とマルクス主義（1971年7月号）
- （1971年8月号）
- ＜特集＞結社と組織（1971年9月号）
- （1971年10月号）
- ＜特集＞ゲリラと武装闘争（1971年11月号）
- （1971年12月号）
- （1972年1月号）
- ＜特集＞アナキズムと現代（1972年2月号）
- ＜緊急特集＞＜戦士＞への抑圧と反撃の論理（1972年3月号）
- ＜緊急特集＞＜政治＞の中の死（1972年4月号）
- （1972年5月号）
- （1972年6月号）
- 200枚一挙掲載　吉本隆明の世界・中村文昭（1972年7月号）
- ＜特集＞武装と人民（1972年8月号）
- ＜特集＞近代科学技術の宿命（1972年9月号）
- （1972年10月号）
- （1972年11月号）
- ＜特集＞ー和人（シャモ）ー日本人（チョッパリ）ー大和人（ヤマトンチュ）（1972年12月号）
- ＜特集＞実存・物象化・共同主観（1973年1月号）
- ＜特集＞刑法改悪と警察国家（1973年2月号）
- ＜特集＞国家の起源と言語・文化（1973年3月号）
- ＜特集＞弾圧は分断されたものをひとつに結集させる（1973年4月号）
- 連合赤軍の軌跡ー獄中書簡集（1973年5月号）
- ＜特集＞＜生＞か＜政治＞か抑圧社会の根基を視よ（1973年６月号）
- ＜特集＞草莽・攘夷・千年王国（1973年７月号）
- ＜特集＞宗教批判と国家🔛社会（1973年８月号）
- ＜特集＞天皇信仰と土俗宗教（1973年９月号）
- ＜特集＞新左翼労働戦線（1973年１０月号）
- ＜特集＞天皇制（1973年１１・１２月合併号）
- ＜特集＞疎外・物象化と『ドイツ・イデオロギー』（1974年1月号）
- ＜特集＞危機の時代と差別・抑圧（1974年２月号）
- ＜特集＞大衆運動・党派・知識人（1974年3月号）
- ＜特集＞国民春闘批判（1974年４月号）
- ＜特集＞「資本論」ーその現代的位相（1974年５月号）
- ＜特集＞ルカーチ「階級意識論」とその時代（1974年６月号）
- ＜特集＞現代民族主義派運動批判（1974年７月号）
- ＜特集＞74年・深化する社会叛乱（1974年８月号）
- ＜特集＞保安処分体制批判（1974年９月号）
- 虚構と作為　70年代フレームアップの構造（1974年1０月号）
- 「臨時増刊」　生産管理闘争ー資料戦後革命（1974年1０月）
- ＜特集＞教育叛乱ーその原点と現在（1974年1１月号）
- ＜特集＞「ドイツ・イデオロギー」の成立と共産主義の地平（1974年1２月号）
- 朴政権の価値体系と韓国の民衆/日本帝国主義と朝鮮/「ド・イデ」と自己疎外論の超克/原蓄論と個体的所有（197５年1・２月号）
- （197５年３月号）
- ＜特集＞戦後価値意識の再検討（197５年４月号）
- ＜特集＞世界叛乱の新地平（197５年５月号）
- ＜特集＞国家論への一視角（1975年6月号）
- 「臨時増刊号」総特集　国家原罪としての天皇制（1975年6月）
- ＜特集＞現代科学論の里程標（1975年７月号）
- （1975年８月号）
- ＜特集＞政治・暴力・革命（1975年９月号）
- （1975年１０月号）
- （1975年１１月号）
- （1975年１２月号）
- （1976年1月号）
- 支配の危機と先行する改悪刑法（1976年２月号）

### 第2期
・＜特集＞二十世紀後期のマルクス主義（1999年8・9月号）

### 第4期
- ＜特集＞安倍政権批判（沖縄・福島・秘密保護法）＜特集＞国家論 ＜特集＞書評『スターリン「回想録」』山田宏明著（2014年1.2月合併号）
- ＜特集＞白井聡「永続敗戦論」（2014年3.4月合併号）
- ＜巻頭特集＞台湾（東アジア）＜特集＞労働 ＜特集＞書評　大谷恭子著『共生社会へのリーガルベース』（2014年5.6月合併号）
- ＜巻頭特集＞ウクライナ問題 ＜特集＞資本とは ＜特集＞書評1 室伏志畔著『誰が古代史を殺したか』（世界書院）（2014年7.8月合併号）
- ＜巻頭特集＞東アジア ＜特集＞天安門事件25周年（2014年9.10月合併号）
- ＜特集＞「イスラム国」運動の背景――世界大戦の現段階（2014年11.12月合併号）
- ＜特集＞日本の官僚制批判（2015年1.2月合併号）
- ＜特集＞学生（2015年3.4月合併号）
- ＜特集＞イスラムＩＳ事件（2015年5月号）
- ＜特集＞全人代とは何か ＜書評特集＞前田朗『ヘイトスピーチ研究序説』（三一書房）（2015年6月号）
- ＜特集＞4・28シンポジウム全記録 ＜特集＞ピケティー『21世紀の資本』（2015年7月号）
- ＜特集＞安保法制――安倍政権といかに闘うか ＜特集＞現象学（2015年8月号）
- ＜特集＞ウクライナ危機（第1回）（2015年9月号）
- ＜特集＞戦後70年安倍談話――日韓条約50年 ＜特集＞書評：菅孝行『天皇制論集』第一巻『天皇制問題と日本精神史』（御茶の水書房）（2015年10月号）
- ＜巻頭特集＞新日米同盟と沖縄・女性の自己決定権 ＜特集＞書評：市田良彦著『存在論的政治』（2015年11月号）
- ＜特集＞科学技術政策と大学改革（2015年12.2016年新年合併号）
- ＜特集＞柄谷行人＜特集＞白井聡『戦後の墓碑銘』書評（2016年2.3月号）
- ＜特集＞チェルノブイリ事故30周年 ＜特集＞学生運動特集、20～40代からの提案（2016年4.5月号）
- ＜特集＞張一兵『レーニンへ帰れ』（書評特集：第1弾）＜特集＞ヘーゲル大論理学（概念論刊行200年）（2016年6.7月号）
- ＜特集＞沖縄シンポ報告 ＜特集＞世界経済−−ドル体制の破局（2016年8.9月号）
- ＜特集＞トランプ・ショック ＜特集＞16年テーゼ（2016年12月号）
- ＜特集＞ゼロベースで見なおす 日米安保と日本人（2017年春号）
- ＜特集＞唯物史観からエコロジーへ 彼ら彼女らは、こぞって赤から緑に思想展開をとげた！（2017年夏号）
- ＜特集＞ロシア革命100年（2017年秋号）
- ＜特集＞激動の東アジア 朝鮮核ミサイル戦争前夜（2018年冬号）

### 第5期
- ＜特集＞ひん死の論壇を再生する 民主主義の危機は、論壇の衰退に顕われている（2018年夏号）
- ＜特集＞ポスト68の思想的課題（2018年秋号）
- ＜特集＞壊れゆく大学 入試直前 志望校見直し対策号 ＜特集＞デヴィッド・グレーバーの『負債論』を論じる（2019年冬号）
- 政治の季節がやってきた！書を持って街に出よう（2019年春号）
- ＜特集＞政治とは経済なのである MMT（現代貨幣理論）をめぐって（2019年夏号）
- ＜特集＞Legalize it! さあ、そろそろ大麻の話をしよう（2019年秋号）
- ＜特集＞ポピュリズムの時代（2020年冬号）
- ＜白井聡 責任編集＞（2020年春号）
- ＜特集＞CORONA COLONIAL コロナに侵犯された世界の現在と未来を生きるために（2020年夏号）
- ＜特集＞現代右翼の研究（2020年秋号）
- ＜特集＞アジール──自由／癒し／逃避の空間（2021年冬号）
- ＜特集＞国防論のタブーをやぶる（2021年春号）
- ＜特集＞DON’T TRUST OVER 40 青年たちは糾弾する（2021年夏号）
- ＜特集＞内外の友人たち　ガイコクジン・ハーフの話を聴け！（2021年秋号）
- ＜特集＞連合赤軍半世紀後の総括（2022年冬号）
- ＜特集＞キャンセルカルチャー 取り消す権利に指標はあるか？＜第2特集＞プーチンの戦争を止めろ!（2022年春号）
- ＜特集＞激論! ロシア・ウクライナ戦争 ＜第2特集＞帰ってきた「魔女」 重信房子（2022年夏号）

### 第6期
- ＜特集＞宗教 聖なるものとテロルの時代（2023年冬号）
- ＜特集＞動物 お肉か癒しか同胞か（2023年春号）
- ＜特集＞音楽（2023年夏号）
- ＜特集＞メンタルヘルス（2023年秋号）
- ＜特集＞パラレルワールド（2024年冬号）
- ＜特集＞食（2024年春号）
- ＜特集＞トランスジェンダー（2024年夏号）
- ＜特集＞社会保障改革と減税（2024年秋号）
- ＜特集＞戦後80年の〈症状〉（2025年冬号）
- ＜特集＞ニューウェイブ政党の挑戦状（2025年春号）

## その他の媒体
紙媒体での発行を続けているが、2021年より、YouTubeチャンネルでの発信を開始した。
- 「情況放送」 - 公式YouTubeチャンネル。2021年投稿開始。

## 歴代編集長
- 古賀暹 - 第1期・第2期「情況」編集長
- 大下敦史 - 第3期・第4期「情況」編集長
- 横山茂彦 - 第5期「情況」編集長
- 菅原秀宣 - 第5期「情況」主幹
- 塩野谷恭輔 - 第6期「情況」編集長